# Plebicula castilla
Plebicula castilla är en fjärilsart som beskrevs av Hans Fruhstorfer 1910. Plebicula castilla ingår i släktet Plebicula och familjen juvelvingar. Inga underarter finns listade i Catalogue of Life.